# Assassinat de Tupac Shakur
L’assassinat de Tupac Shakur, rappeur aussi connu sous les noms de scène 2Pac et Makaveli, s'est produit le samedi 7 septembre 1996 à Las Vegas (Nevada) à 23 h 14. L'attaque est une fusillade au volant qui s'est déroulée à un feu de circulation sur la route de Flamingo, près de l'intersection de Koval Lane. Tupac a été touché par quatre balles de calibre .40 tirées par un Glock. Il meurt des suites de cette attaque le 13 septembre 1996, celui-ci ayant choisi de ne pas porter un gilet pare-balles à cause de la chaleur malgré les recommandations de sa compagne,.

## Chronologie
Dans la nuit du 7 septembre 1996, Shakur assiste au match de boxe entre Mike Tyson et Bruce Seldon au MGM Grand à Las Vegas. 
En sortant de l'hôtel-casino aux alentours de 20 h 45, l'un des associés de Suge repère Orlando « Baby Lane » Anderson, un membre des Crips, dans le hall du MGM Grand. Quelques mois auparavant, Anderson et un groupe de Crips avaient volé un membre de l'entourage de Death Row dans un magasin Foot Locker.
Averti, Tupac se jette sur Anderson en lui portant un coup au visage. Il est bientôt rejoint par Suge et ses associés, qui rouent de coups Anderson. La bagarre est enregistrée par les caméras de surveillance du MGM. Après la bagarre, Shakur revient dans sa chambre du Luxor Hotel, où il y retrouve sa petite amie de l'époque avec laquelle il vit depuis quatre mois, Kidada Jones, qui après avoir appris son altercation, se montre inquiète. Il lui demande de rester, déclarant que "quelque chose se prépare". Ce dernier, devant se rendre avec Suge au Club 662 pour une représentation programmée, la rassure, change de tenue et quitte la chambre,.
Craignant des représailles, Franck Alexander, le garde du corps de Shakur, lui suggère de porter un gilet pare-balles qu'il tend au rappeur, qu'il déclina. Alexander déclarera plus tard qu'il n'était pas autorisé à porter son arme de service au cours de la nuit, les autorisations nécessaires pour l'état du Nevada ne lui étant pas étés parvenues.
Entre-temps, Tupac et un grand convoi, comprenant des membres de l'Outlawz, se rendent au Monte Rosa Avenue afin d'y rejoindre Suge Knight dans l'une des résidence qu'il y possède. Ils y resteront jusqu'aux alentours de 22 h 00.
Vers 22h45, il monte dans la BMW E38 berline noire de Suge. Le garde du corps de Tupac Shakur suit la BMW quelques mètres derrière dans un véhicule appartenant à Kidada Jones. Il a déclaré qu'il s'apprêtait à monter avec le rappeur dans la voiture de Suge, lorsque Tupac Shakur lui a demandé de conduire la voiture de Kidada au cas où ils auraient été trop ivres et auraient eu besoin de véhicules supplémentaires en sortant du Club 662.

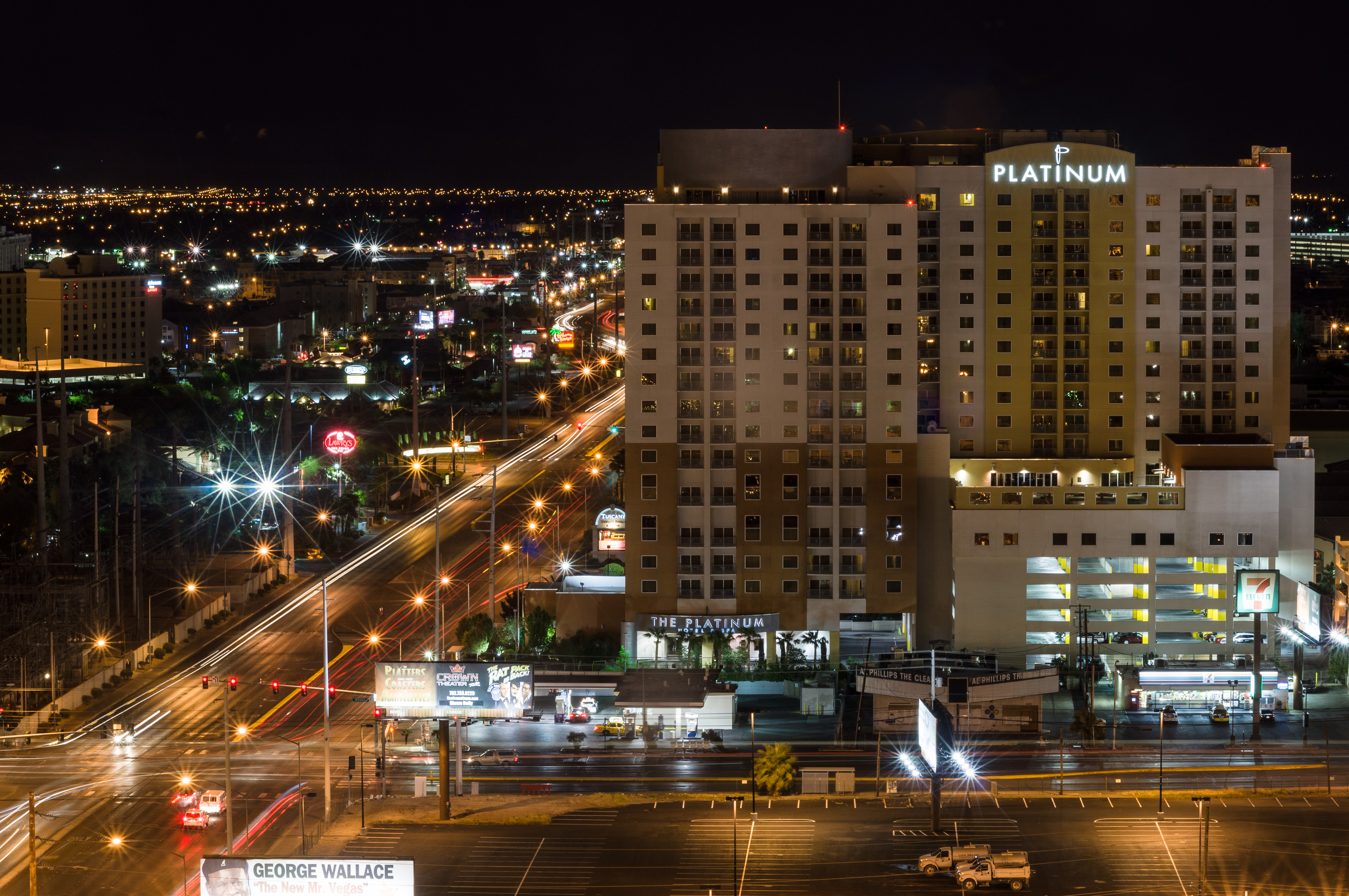
La route de Flamingo et l'intersection de Koval Lane, lieu où s'est déroulée l'attaque.

À 22 h 55, lors d'un arrêt à un feu rouge, Tupac Shakur baisse la vitre et un photographe, Leonard Jefferson reconnait le rappeur et après un bref échange, prend la dernière photographie de Tupac Shakur vivant. Vers 23 h 5, la BMW est arrêtée par la police à vélo sur Las Vegas Strip car le volume de l'autoradio est trop élevé, et pour absence de plaques d'immatriculation sur la voiture ; les plaques seront par la suite retrouvées dans le coffre de la voiture. Quelques minutes plus tard, ils repartent sans recevoir d'amende,. Vers 23 h 10, à un nouvel arrêt à un feu tricolore sur la route de Flamingo, près de l'intersection de Koval Lane en face de l'hôtel Maxim, un véhicule occupé par deux femmes s'arrête sur le côté droit. Tupac Shakur, qui se tient debout à travers le toit ouvrant, échange quelques mots avec les deux femmes, et les invite au Club 662.  
À 23 h 14, une Cadillac DeVille blanche s'approche du côté passager de la BMW, les passagers baissent l'une des fenêtres et tirent une rafale de quatorze coups de feu à moins de quatre mètres de distance,. Alors qu'il tente de se protéger en essayant de passer sur les sièges arrière du véhicule, Tupac est touché à quatre reprises, dont deux blessures mortelles à la poitrine et l'abdomen, une balle qui lui perfore le bassin et la main droite, et la dernière la cuisse,,. L'une des balles a ricoché dans le poumon droit. Suge est légèrement blessé à la tête par des fragments de balles et des éclats de verre, même si on estime qu'une balle l'a effleuré. Selon Suge, une balle de la fusillade s'est logée dans son crâne, mais les rapports médicaux ultérieurs contrediront cette déclaration,. Ni l'arme à feu ou les occupants du véhicule ne seront retrouvés et formellement identifiés comme les auteurs de l'assaut. Des douilles seront prélevés sur place et révéleront que les coups de feu provenaient d'un Smith & Wesson Glock 22 calibre .40, arme de prédilection des gangs en activité de Los Angeles.
Peu de temps après l'agression, le garde du corps a rapporté dans son documentaire, Before I Wake, que l'une des voitures du convoi a suivi la Cadillac après l'assaut sans réussir à l'intercepter.
Immédiatement après les coups de feu, Suge démarre le véhicule et fait demi tour en direction de East Flamingo. La voiture monte sur le trottoir en contre-sens de la circulation avant de s'immobiliser au abords de la route. Le sergent Chris Carroll est le premier policier sur les lieux. Il tient en joue Suge Knight, hystérique et en état de choc, ainsi que son entourage, dont le garde du corps de Tupac, qui s'approchaient de la BMW pour venir en aide au rappeur, devant des riverains interpellés par l'animation autour du véhicule. L'entourage est sommé de se mettre au sol. Le sergent Carroll inspecte la BMW et recueille le corps inerte de Tupac après avoir débloqué le mécanisme de verrouillage de la portière du côté passager, endommagé par les impacts de balles. Shakur agonise et gémit de douleur, il lutte en gardant son attention portée sur son entourage malgré les sollicitations du sergent Carroll,. Le policier s'adresse à plusieurs reprises au rappeur en lui demandant « Qui vous a tiré dessus ? ». Après plusieurs tentatives désespérées pour parler, Shakur fixe l'agent et lui adresse une insulte avant qu'il ne perde connaissance au bout de quelque instants,.
La police et les ambulanciers emmènent Suge et Tupac à l'University Medical Center. A son arrivée à l'hôpital, le rappeur est transporté en soins intensifs où il est intubé et ventilé artificiellement. Tupac a perdu beaucoup de sang et la pression artérielle de ce dernier ne cesse de décliner. Il souffre d'hypotension et est traité avec des fluides et des transfusions sang par voie intraveineuse, avant son introduction au bloc opératoire. Shakur fut amputé de son poumon droit, les chirurgiens n'arrivant pas à résorber l'hémorragie provoqué par l'impact d'une balle qui s'y était logée, ainsi que d'un doigt partiellement sectionné durant l'assaut, qui fut amputé,,.
D'après une interview du producteur de clips Gobi, proche de Tupac, un employé de Death Row lui aurait dit que les tireurs avaient appelé la maison de disques et auraient envoyé des menaces de mort visant Tupac Shakur, affirmant qu'ils allaient « l'achever ». Après avoir entendu cela, Gobi a immédiatement alerté la police de Las Vegas, mais les policiers ont répondu qu'ils étaient en sous-effectif et ne pouvaient être déployés. Ainsi, des membres de l'entourage de Tupac, dont certains affiliés à l'Outlawz, se relaient à toute heure de la journée pour surveiller les environs de l'hôpital.
Au cours de son hospitalisation, Tupac Shakur maintenu sous sédatifs, respire à l'aide d'un masque et d'un respirateur artificiel en réanimation,,. De l'avis général, Tupac fut inconscient et maintenu en coma artificiel pratiquement tout au long de son hospitalisation. Bien que quelques témoignages discordants affirment qu'ils aient parlés ou encore que le rappeur avait essayé à plusieurs reprises de sortir de son lit, la majorité des affirmations émanant des proches du rappeur l'ayant visité mais également le personnel hospitalier, ont invoqué que la condition critique du rappeur ne lui permettait pas de se mouvoir ou de parler,,. La fiancée du rappeur, Kidada Jones, confessera avoir été l'une des dernières personnes à s'être adressé au rappeur qui, selon elle, se trouvait alors en état de semi-conscience,.
Bien qu'il ait été transféré dans un centre de traumatologie et qu'il ait subi une multitude d'interventions chirurgicales, Shakur passe la phase critique du traitement médical et les médecins lui donnent alors 50 % de chance de s'en sortir. Gobi quitte le centre médical après avoir été informé que Shakur a récupéré 13 % de ses facultés lors de la sixième nuit d'hospitalisation[réf. à confirmer]. L'après-midi du vendredi 13 septembre 1996, à l'unité de soins intensifs, Shakur est victime d'une hémorragie interne. Les médecins tentent de le réanimer mais ne parviennent pas à résorber l'hémorragie. Sa mère, Afeni, prend la décision de dire aux médecins de ne pas insister davantage,. Tupac est déclaré mort à 16 h 03 locales. La cause officielle du décès est une insuffisance respiratoire et un arrêt cardio-respiratoire résultant de ses multiples blessures par balles. Le corps de Shakur est incinéré le lendemain, après avoir été autopsié, et une partie de ses cendres auraient par la suite été mélangées avec du cannabis pour être fumées par les membres des Outlawz.

## Théories sur la mort de Tupac
De nombreuses théories ont circulé, concernant la mort de Tupac. Sans prétendre les réunir toutes, voici les plus communément admises.

### Rivalité West Coast/East Coast et guerres de gangs
Les années 90 sont marquées par une sévère rivalité East-Coast / West-Coast, envenimée par les deux labels emblématiques de l’époque : Death Row Records (Suge Knight et 2Pac) et Bad Boy Records (Sean Combs et Biggie), s’insultant violemment par musique interposée. A cela s'ajoute, des membres de gangs ennemis, les Bloods et les Crips dont les deux labels s'assuraient la protection. Des membres de ces deux gangs se trouvaient également dans l'entourage des rappeurs en vogue, à l'époque: 2Pac, Snoop Dog, Biggie Smalls...
Selon les conclusions de l’officier Greg Kading, Sean “Diddy” Combs aurait commandité l’assassinat de Tupac, en missionnant deux membres d’un gang des Crips, Duane Keith “Keffe D'” Davis et son neveu Orlando. Leur mission : tuer Shakur et Suge Knight contre un million de dollars.
Orlando “Baby Lane” Anderson, membre des Crips, avec qui Tupac, s’était battu dans le hall du MGM Grand, serait celui qui aurait tiré les coups de feu mortels. Dans un entretien télévisé, Anderson niera sa culpabilité dans le meurtre du rappeur ainsi que toute implication. Décédé en 1998 dans une fusillade entre membres de gangs rivaux, son attitude laisse pourtant penser qu'il n'a pas livré tous ses secrets.
Christopher Wallace fut même un temps soupçonné d'avoir commandité le meurtre de son ancien ami et il fut dit qu'il avait lui-même missionné des membres des Crips car il craignait pour sa vie et cherchait à se protéger, en référence aux menaces que Tupac avait proféré à son encontre. Cette théorie ne fut aucunement confirmée car il fut également assassiné, quelques-mois plus tard, à Los Angeles.
En 2023, Duane Davis alias Keefe D a fait une confession, affirmant son implication dans la mort de Tupac :

« J’étais un caïd de Compton, un dealer de drogue. Je suis le seul vivant qui puisse vraiment vous parler de l’assassinat de Tupac. Les gens me demandent depuis 20 ans, je sors maintenant du silence parce que j’ai un cancer. Et je n’ai rien d’autre à perdre. Tout ce qui m’importe, c’est la vérité. Nous étions quatre dans la voiture, Terrence Brown au volant, moi côté passager, DeAndre Smith et mon neveu Orlando Anderson assis sur la banquette à l’arrière (…). Le tir venait de la banquette arrière." »

Le neveu de Keefe D, Orlando Anderson a longtemps été accusé du meurtre de Tupac, mais a toujours nié les faits. Il est mort en 1998, tué dans une fusillade. Les deux autres protagonistes étant également décédés, difficile de savoir si ces déclarations sont vraies ou non.

### Implication de Marion "Suge" Knight
Plusieurs théories circulèrent au sujet de l'implication directe ou indirecte de Suge Knight, dans la mort de Tupac: En 2001, un documentaire sur Biggie et 2Pac soutient que Suge Knight est le supposé commanditaire de leurs assassinats. Knight devait plus de 100 millions de royalties à 2Pac, et il aurait fait assassiner les deux rappeurs afin de faire croire en une rivalité entre la côte Ouest et la côte Est.
Bien que plus connu pour sa musique, Tupac était un acteur talentueux qui est apparu dans plusieurs films. Sa société de production Euphanasia recevait de nombreux scripts et le rappeur, en quête de respectabilité voulait quitter Death Row et faire réaliser un audit, afin de récupérer l'argent qui lui était dû.

### Implication de Reggie Wright Junior et de Sharita Khight
En 2015, une nouvelle théorie voit le jour, confirmée par Suge Knight et mise en lumière par Russell Poole : ce n’est pas Tupac qui était visé par les coups de feu. Il s’agirait en effet d’un plan machiavélique de l’ex-femme de Suge Knight, Sharitha Golden, qui aurait voulu orchestrer la mort de son mari pour hériter de ses parts sur le label Death Row. Elle aurait donc sélectionné Reggie Wright Jr pour tuer son mari, en échange d'une belle somme d’argent.
Poole, qui a longtemps enquêté sur la mort de Tupac, a déclaré au magazine Vice en 2015 que c’est la femme de Suge qui avait orchestré ce piège :

« Suge n’était pas encore divorcé, et s’il avait perdu la vie, elle aurait touché le jackpot. Elle a donc mandaté Reggie Wright Jr (qui était le chef de la sécurité du label) pour le tuer ». »

Wright Jr, de son côté, a toujours nié les accusations du détective.

### Implication du FBI
La famille Shakur, fortement impliquée dans la lutte pour les droits civiques et le mouvement des Black Panthers, fut un temps considérée comme dangereuse par le gouvernement américain.
2Pac, comme l’avait prédit sa mère, fut, dès son plus jeune âge, mu par la volonté farouche d’élever les siens. Ainsi, lorsque d’anciens membres du Black Panther Party et de la Republic of New Afrika fondèrent le New Afrikan People's Organization, qui devint ensuite, sous l’impulsion de ses plus jeunes militants, New Afrikan Panthers, 2Pac en devint rapidement, à l’âge de 17 ans, le leader (le plus jeune à occuper ce poste).
Fort de cette expérience militante, il quitta le groupe afin d’élargir sa démarche et de toucher la jeunesse noire des ghettos. En lui germa l’idée qu’associer son talent et son aura de rappeur et d’acteur, à son activisme pourrait être la clé. En diluant sa radicalité politique dans un univers gangsta rap, il parvint à capter l’attention de la jeunesse noire désœuvrée de la rue et, in fine, à la conscientiser. En cela, la démarche de 2Pac s’inscrivait dans la droite lignée du travail de terrain qu’avaient effectué ses parents auprès des gangs (principalement les Bloods et les Crips) avec le Black Panther Party. 2Pac était doué, il était subversif, il était efficace et écouté des siens, peut-être un peu trop au goût des autorités.
Surveillé étroitement par le FBI, il fut suggéré qu'en raison du danger qu'il représentait, Tupac fut éliminé. Un temps, la CIA fut également soupçonnée mais aucune preuve corroborant l'implication des deux agences fédérales ne fut trouvée et la piste, abandonnée.

### Implication de policiers corrompus, du Los Angeles Police Departement (LAPD)
Une autre théorie émergea faisant état de l'implication d'agents de police du LAPD, David Mack et Rafael Perez, dans les morts simultanées de Tupac et de Christopher Wallace.
Dans son documentaire Biggie and Tupac réalisé en 2002, Nick Broomfield suit Russell Poole, un ancien détective du LAPD qui fut chargé de prendre en main le meurtre de Notorious B.I.G. Une affaire qu'il a prise particulièrement à cœur, et qu'il a tenté de lier à celle de Tupac. Il démissionne après 18 ans de carrière, quand on l'empêche de poursuivre ses investigations sur des confrères policiers qu'il soupçonne d'être impliqués dans les meurtres des deux rappeurs. Il continue alors son enquête seul, pour découvrir la vérité. Convaincu que la police de Los Angeles est impliquée dans ces meurtres, il pense que tout a commencé parce que Suge Knight devait des millions en royalties à Tupac.
Ce serait la raison de l'assassinat de 2Pac, si l'on se réfère aux confidences de Poole. L'ex-policier avance la théorie selon laquelle la mort de Wallace provient d'un complot impliquant un détective corrompu du LAPD, David Mack et Marion "Suge" Knight. L'assassinat de Notorious B.I.G fut mené en représailles, déclara Poole. Des documents déclassifiés du FBI viennent conforter l'hypothèse de l'agent de police corrompu.

### Tupac serait toujours en vie
Ainsi, au fil des ans, de nombreuses théories ont conduit des fans à croire que la star a simulé sa propre mort. Les adeptes de cette théorie pensent que le rappeur a simulé sa propre mort et vivrait à Cuba.
D'autres ont théorisé que Tupac était un informateur du FBI et qu'il aurait aidé à faire tomber Suge Knight. Après cela, il vivrait sous une fausse identité.
Enfin, Suge Knight et son fils, Suge Knight Junior, ont fait courir le bruit, en 2018, que Tupac vivait en Malaisie et qu'il continuait à vivre de la musique.

### Clôture de l'enquête par la police de Los Angeles
En 2021, la police de Los Angeles a annoncé ne pas poursuivre l’enquête sur la mort de la star américaine. Il s’agirait d’une investigation trop coûteuse, pour très peu de résultats depuis les débuts de l’affaire, il y a vingt-cinq ans.
Une source policière au sein des forces de l’ordre de Las Vegas déclare alors qu'il s'agit d'une perte de temps.

### Poursuite de l'enquête par la police de Las Vegas
Le 18 Juillet 2023, la police de Las Vegas, pour qui l'enquête sur la mort de Tupac, est toujours ouverte, a annoncé avoir perquisitionné une maison, située à Henderson. En effet, l’Etat du Nevada, où se trouve Las Vegas, ne connaît pas de délai de prescription dans les affaires d’homicide.
La maison qui a été fouillée se trouve à moins d’une trentaine de kilomètres du Strip de Las Vegas, où le rappeur a été abattu. Les forces de l’ordre se sont refusées à tout autre commentaire, précisant simplement qu’aucune arrestation n’avait été faite à ce stade.
Le 29 septembre 2023, la police de Las Vegas arrête Duane « Keffe D » Davis, un ancien gangster qu'elle suspecte de la responsabilité du meurtre. La police base notamment ses soupçons sur un livre paru en 2019 dans lequel Duane Davis prétend que les coups de feu ont été tirés depuis l'arrière d'un véhicule dans lequel il se trouvait à l'avant. Il est alors le dernier suspect vivant,,.
Le procès du meurtrier présumé est prévu à partir du 3 juin 2024. 
Davis refuse de plaider coupable en novembre 2023 et voit donc son procès reporté au 4 novembre 2024. Le versement d'une caution est susceptible de lui permettre d'éviter une incarcération jusqu'à cette date.
Le meurtrier présumé de Tupac reste finalement en prison en raison d'un doute sur la validité de la caution, et le procès initialement prévu le 4 novembre est repoussé au 17 mars 2025 puis au 26 février 2026.